# Бараге д’Илье, Луи Ашиль
Луи Ашиль Бараге д’Илье (1795 — 1878) — французский военачальник и государственный деятель, граф (6 января 1813), маршал Франции (28 августа 1854), участник Крымской войны.

## Биография
Луи Ашиль Бараге д’Илье родился 6 сентября 1795 года в Париже. Сын Луи Бараге д’Илье.
Участвовал в походе на Россию 1812 года. В 1813 году был адъютантом у Мармона. В битве при Лейпциге лишился левой руки. Несмотря на увечье, во время кампании «Ста дней» участвовал в битве при Катр-Бра. В 1823—1825 годах служил в Испании. В 1830 году участвовал в алжирской экспедиции. Получил чин полковника и назначен подполковником (командиром) 1-го полка лёгкой пехоты.
В 1834 году назначен вице-директором Сен-Сирской военной школы, в которой подавил республиканский заговор. В 1836 году получил чин бригадного генерала и назначен директором Сен-Сирской военной школы.
Вновь служил в Алжире. 6 августа 1843 года получил чин дивизионного генерала и назначен комендантом Константины.
В 1844 году отправлен в отставку. В 1847 году вновь принят на службу и назначен генеральным инспектором пехоты.
После февральской революции 1848 года назначен комендантом Безансона. Был избран депутатом Национального и Законодательного собраний от департамента Ду. Занимал видное место в рядах консерваторов.
В 1851 году — посол и главнокомандующий французскими войсками в Папской области. В том же году граф Луи Ашиль Бараге д’Илье был назначен командующими Парижской армией. Участвовал в Перевороте 2 декабря.
В 1853—1854 годах — чрезвычайный посол в городе Стамбуле.
В 1854 году граф Луи Ашиль Бараге д’Илье командовал французскими войсками, отправленными в Балтийское море. За взятие Бомарзунда получил звание маршала и сенатора.
В кампанию 1859 года в Италии командовал 1-м корпусом Альпийской армии. Отличился в битве при Сольферино, овладев ключом австрийской позиции — деревней Сольферино. После кампании он получил начальство над 5-м армейским корпусом, стоявшим в Туре.
В 1870 году, с началом войны с Пруссией, назначен губернатором Парижа. Не поладил с императрицей Евгенией и главой правительства и военным министром генералом графом де Паликао. 12 августа заменён генералом Трошю.
После окончания войны Тьер назначил его председателем комиссии по расследования причин военных неудач.
Граф Луи Ашиль Бараге д’Илье умер 6 июня 1878 в Амели-ле-Бен и был похоронен в некрополе Дома инвалидов.